# Гликозилирование
Гликозили́рование (англ. Glycosylation) — ферментативный процесс, в ходе которого происходит присоединение остатков сахаров к органическим молекулам. В процессе гликозилирования образуются гликозиды или, в случае белков и липидов, гликопротеины и гликолипиды соответственно. Гликозилирование является одной из форм котрансляционной и посттрансляционной модификации белков. Гликозилирование имеет большое значение для структуры и функций мембранных и секретируемых белков.
Преобладающая часть белков, синтезируемых в шероховатом эндоплазматическом ретикулуме, подвергается гликозилированию. Гликозилирование представляет собой специфический процесс. В цитоплазме и ядре гликозилирование осуществляется в форме O-GlcNAc модификации. Известны пять классов гликанов: в случае N-связанных гликанов сахар присоединен к атому азота боковой цепи остатка аспарагина или аргинина; в O-связанных гликанах сахар присоединен к гидроксилам боковых цепей остатков серина, треонина, тирозина или гидроксилизина или к атомам кислорода липидов, например, церамидов; фосфогликаны содержат остаток сахара, соединённый через фосфат с серином; C-связанные гликаны представляют собой редкую форму гликозилирования, в которой сахар соединяется с атомом углерода боковой цепи триптофана.